# Elecciones legislativas de Argentina de 1958
Las elecciones legislativas de Argentina de 1958 se celebraron el 23 de febrero, durante la dictadura militar de Pedro Eugenio Aramburu, con el peronismo proscrito. La Unión Cívica Radical se había dividido en dos partidos, la Unión Cívica Radical Intransigente, partidaria de acercarse al peronismo, y la Unión Cívica Radical del Pueblo, partidaria de la proscripción y "desperonización" del país. El resultado fue una victoria para la UCRI (quien también triunfó en las elecciones presidenciales con Arturo Frondizi como candidato) que obtuvo mayoría calificada con 133 de 187 diputados.

## Reglas electorales

### Sistema electoral
Los comicios se realizaron bajo la texto constitucional sancionado en 1853. Dicha carta magna establecía que la Cámara de Diputados de la Nación Argentina debía estar compuesta por representantes de cada uno de los distritos argentinos considerados "provincias", y la ciudad de Buenos Aires, en calidad de Capital Federal de la República. Por tal motivo, los territorios nacionales no gozaban de representación parlamentaria. Del mismo modo, los diputados se elegirían por mitades de manera escalonada cada dos años, con mandatos de cuatro años para cada diputado. Debido a la disolución del Congreso, en esta ocasión se elegiría a la totalidad de los diputados.
En ese momento existían catorce provincias, lo que junto a la Capital Federal daba un total de 23 distritos electorales. El sistema electoral empleado era el de mayoría y minoría o lista incompleta, bajo el cual los dos partidos más votados obtenían toda la representación. En algunas provincias, con tan solo dos diputados de representación, el escrutinio era en la práctica mayoritario, con las dos bancas correspondiendo al partido más votado. Estos distritos, así como los que contaban con solo tres escaños (dos por mayoría y uno por minoría) no renovaban de manera escalonada.

### Bancas a elegir
| Provincia           | Bancas a elegir | Bancas a elegir | Bancas a elegir |
| Provincia           | Totales         | Mayoría         | Minoría         |
| ------------------- | --------------- | --------------- | --------------- |
| Buenos Aires        | 50              | 34              | 16              |
| Capital Federal     | 35              | 24              | 11              |
| Catamarca           | 2               | 2               | —               |
| Chaco               | 5               | 4               | 1               |
| Chubut              | 1               | 1               | —               |
| Córdoba             | 18              | 12              | 6               |
| Corrientes          | 6               | 4               | 2               |
| Entre Ríos          | 9               | 6               | 3               |
| Formosa             | 1               | 1               | —               |
| Jujuy               | 2               | 2               | —               |
| La Pampa            | 2               | 2               | —               |
| La Rioja            | 1               | 1               | —               |
| Mendoza             | 7               | 5               | 2               |
| Misiones            | 3               | 2               | 1               |
| Neuquén             | 1               | 1               | —               |
| Río Negro           | 2               | 2               | —               |
| Salta               | 3               | 2               | 1               |
| San Juan            | 3               | 2               | 1               |
| San Luis            | 2               | 2               | —               |
| Santa Cruz          | 1               | 1               | —               |
| Santa Fe            | 20              | 14              | 6               |
| Santiago del Estero | 6               | 4               | 2               |
| Tucumán             | 7               | 5               | 2               |
| Total               | 187             | 133             | 54              |

## Resultados
|  | 49,33 % |

|  | 31,72 % |

|  | 3,46 % |

|  | 3,21 % |

|  | 1,77 % |

|  | 1,54 % |

|  | 0,62 % |

|  | 8,35 % |

|  | 90.79 % |

|  | 8.96 % |

|  | 0.25 % |

|  | 100 % |

|  | 90.86 % |

## Presidentes y vicepresidentes de la Cámara
| 31.03.1958 | Federico Fernández de Monjardín | UCRI | Presidente             |
| ---------- | ------------------------------- | ---- | ---------------------- |
|            | Enrique Mario Zanni             | UCRI | Primer Vicepresidente  |
|            | Jorge Raúl Decavi               | UCRI | Segundo Vicepresidente |
| 25.04.1959 | Federico Fernández de Monjardín | UCRI | Presidente             |
|            | Enrique Mario Zanni             | UCRI | Primer Vicepresidente  |
|            | Jorge Raúl Decavi               | UCRI | Segundo Vicepresidente |

## Resultados por distrito
|  | 48,17 % |

|  | 28,77 % |

|  | 6,14 % |

|  | 2,98 % |

|  | 2,87 % |

|  | 2,83 % |

|  | 1,29 % |

|  | 1,20 % |

|  | 0,93 % |

|  | 0,92 % |

|  | 0,86 % |

|  | 0,63 % |

|  | 0,55 % |

|  | 0,48 % |

|  | 0,43 % |

|  | 0,38 % |

|  | 0,34 % |

|  | 0,24 % |

|  | 89,79 % |

|  | 10,20 % |

|  | 0,01 % |

|  | 100 % |

|  | 92,57 % |

|  | 38,68 % |

|  | 27,14 % |

|  | 20,17 % |

|  | 5.55 % |

|  | 4,31 % |

|  | 1,41 % |

|  | 0,65 % |

|  | 0,63 % |

|  | 0,37 % |

|  | 0,35 % |

|  | 0,33 % |

|  | 0,23 % |

|  | 0,13 % |

|  | 0,05 % |

|  | 92,55 % |

|  | 7,02 % |

|  | 0,42 % |

|  | 100 % |

|  | 92,24 % |

|  | 41,80 % |

|  | 29,21 % |

|  | 11,60 % |

|  | 10,69 % |

|  | 5,82 % |

|  | 0,88 % |

|  | 96,15 % |

|  | 3,61 % |

|  | 0,16 % |

|  | 0,08 % |

|  | 100 % |

|  | 91,16 % |

|  | 48,43 % |

|  | 26,47 % |

|  | 14,39 % |

|  | 3,87 % |

|  | 3,54 % |

|  | 1,66 % |

|  | 1,65 % |

|  | 92,45 % |

|  | 7,03 % |

|  | 0,49 % |

|  | 0,03 % |

|  | 100 % |

|  | 85,64 % |

|  | 43,90 % |

|  | 31,22 % |

|  | 9,55 % |

|  | 5,61 % |

|  | 3,99 % |

|  | 3,11 % |

|  | 1,63 % |

|  | 0,98 % |

|  | 88,24 % |

|  | 11,76 % |

|  | 100 % |

|  | 80,20 % |

|  | 46,50 % |

|  | 38,65 % |

|  | 6,31 % |

|  | 4,14 % |

|  | 1,28 % |

|  | 1,25 % |

|  | 0,61 % |

|  | 0,57 % |

|  | 0,44 % |

|  | 0,24 % |

|  | 94,48 % |

|  | 5,36 % |

|  | 0,16 % |

|  | 100 % |

|  | 91,74 % |

|  | 39,81 % |

|  | 23,63 % |

|  | 16,98 % |

|  | 9,03 % |

|  | 5,36 % |

|  | 2,40 % |

|  | 1,22 % |

|  | 1,00 % |

|  | 0,58 % |

|  | 91,06 % |

|  | 8,20 % |

|  | 0,18 % |

|  | 0,56 % |

|  | 100 % |

|  | 84,83 % |

|  | 49,41 % |

|  | 32,57 % |

|  | 5,32 % |

|  | 4,75 % |

|  | 3,53 % |

|  | 2,03 % |

|  | 0,98 % |

|  | 0,73 % |

|  | 0,70 % |

|  | 91,43 % |

|  | 8,26 % |

|  | 0,31 % |

|  | 100 % |

|  | 88,07 % |

|  | 100 % |

|  | 81,23 % |

|  | 100 % |

|  | 89,37 % |

|  | 57,99 % |

|  | 26,57 % |

|  | 6,78 % |

|  | 5,69 % |

|  | 1,81 % |

|  | 1,16 % |

|  | 91,30 % |

|  | 8,42 % |

|  | 0,28 % |

|  | 100 % |

|  | 93,33 % |

|  | 66,45 % |

|  | 28,97 % |

|  | 4,58 % |

|  | 91,61 % |

|  | 8,39 % |

|  | 100 % |

|  | 86,76 % |

|  | 52,99 % |

|  | 21,89 % |

|  | 13,96 % |

|  | 4,25 % |

|  | 2,35 % |

|  | 1,58 % |

|  | 0,87 % |

|  | 0,85 % |

|  | 0,69 % |

|  | 0,57 % |

|  | 96,18 % |

|  | 3,67 % |

|  | 0,15 % |

|  | 100 % |

|  | 90,53 % |

|  | 46,54 % |

|  | 27,57 % |

|  | 10,66 % |

|  | 6,82 % |

|  | 2,88 % |

|  | 1,98 % |

|  | 1,59 % |

|  | 1,58 % |

|  | 0,37 % |

|  | 85,72 % |

|  | 13,83 % |

|  | 0,45 % |

|  | 100 % |

|  | 84,48 % |

|  | 53,63 % |

|  | 23,26 % |

|  | 7,59 % |

|  | 6,10 % |

|  | 3,81 % |

|  | 3,60 % |

|  | 2,01 % |

|  | 73,50 % |

|  | 26,27 % |

|  | 0,23 % |

|  | 100 % |

|  | 87,75 % |

|  | 33,85 % |

|  | 26,96 % |

|  | 12,19 % |

|  | 11,47 % |

|  | 5,54 % |

|  | 3,53 % |

|  | 3,34 % |

|  | 3,12 % |

|  | 81,07 % |

|  | 18,93 % |

|  | 100 % |

|  | 80,86 % |

|  | 100 % |

|  | 83,72 % |

|  | 40,20 % |

|  | 24,28 % |

|  | 16,48 % |

|  | 4,17 % |

|  | 2,80 % |

|  | 2,78 % |

|  | 2,65 % |

|  | 2,56 % |

|  | 1,66 % |

|  | 0,83 % |

|  | 0,60 % |

|  | 0,44 % |

|  | 0,37 % |

|  | 0,19 % |

|  | 96,09 % |

|  | 3,62 % |

|  | 0,29 % |

|  | 100 % |

|  | 91,26 % |

|  | 57,51 % |

|  | 23,48 % |

|  | 13,93 % |

|  | 2,43 % |

|  | 1,37 % |

|  | 1,27 % |

|  | 90,20 % |

|  | 9,80 % |

|  | 100 % |

|  | 89,62 % |

|  | 40,64 % |

|  | 33,02 % |

|  | 15,66 % |

|  | 6,05 % |

|  | 3,90 % |

|  | 0,74 % |

|  | 80,74 % |

|  | 18,92 % |

|  | 0,34 % |

|  | 100 % |

|  | 83,71 % |

|  | 44.73 % |

|  | 27.61 % |

|  | 13.82 % |

|  | 4.44 % |

|  | 3.23 % |

|  | 2.25 % |

|  | 1.35 % |

|  | 1.09 % |

|  | 0.59 % |

|  | 0.50 % |

|  | 0.39 % |

|  | 90.77 % |

|  | 9.04 % |

|  | 0.19 % |

|  | 100 % |

|  | 93,59 % |

|  | 100 % |

|  | 82,60 % |

|  | 45,18 % |

|  | 17,64 % |

|  | 12,07 % |

|  | 6,65 % |

|  | 4,31 % |

|  | 2,89 % |

|  | 2,39 % |

|  | 2,19 % |

|  | 1,91 % |

|  | 1,55 % |

|  | 1,38 % |

|  | 1,18 % |

|  | 0,67 % |

|  | 85,91 % |

|  | 14,09 % |

|  | 100 % |

|  | 86,18 % |

1. ↑  Falleció el 18 de abril de 1958, no fue reemplazado.
2. ↑  Renunció el 7 de mayo de 1958, lo reemplaza Inocencio A. Pérez (UCRP) en 1960.
3. ↑  Renunció el 14 de mayo de 1959, lo reemplaza Arón Zadoff (UCRP) en 1960.
4. ↑  Falleció el 4 de abril de 1960, no fue reemplazado.
5. ↑  Renunció el 2 de mayo de 1958, lo reemplaza Emilio Mihura (h) (UCRP) en 1960.
6. ↑  Falleció el 10 de mayo de 1959, lo reemplaza Reston Abraham (UCRI) en 1960.
7. ↑  Falleció el 4 de julio de 1959, no fue reemplazado.